# Hartwell (Buckinghamshire)
Pour les articles homonymes, voir Hartwell (homonymie).
Hartwell est un village du centre du Buckinghamshire (Angleterre) et une extrémité du district d’Aylesbury Vale.
Le nom du village vient de l’anglo-saxon à l’origine, et signifie « source fréquentée par le cerf ». Dans le Domesday Book (en 1086), la petite ville a le nom de Herdeuuelle ou Herdewelle.

## Histoire

### Église de l’Assomption-de-la-Sainte-Vierge-Marie

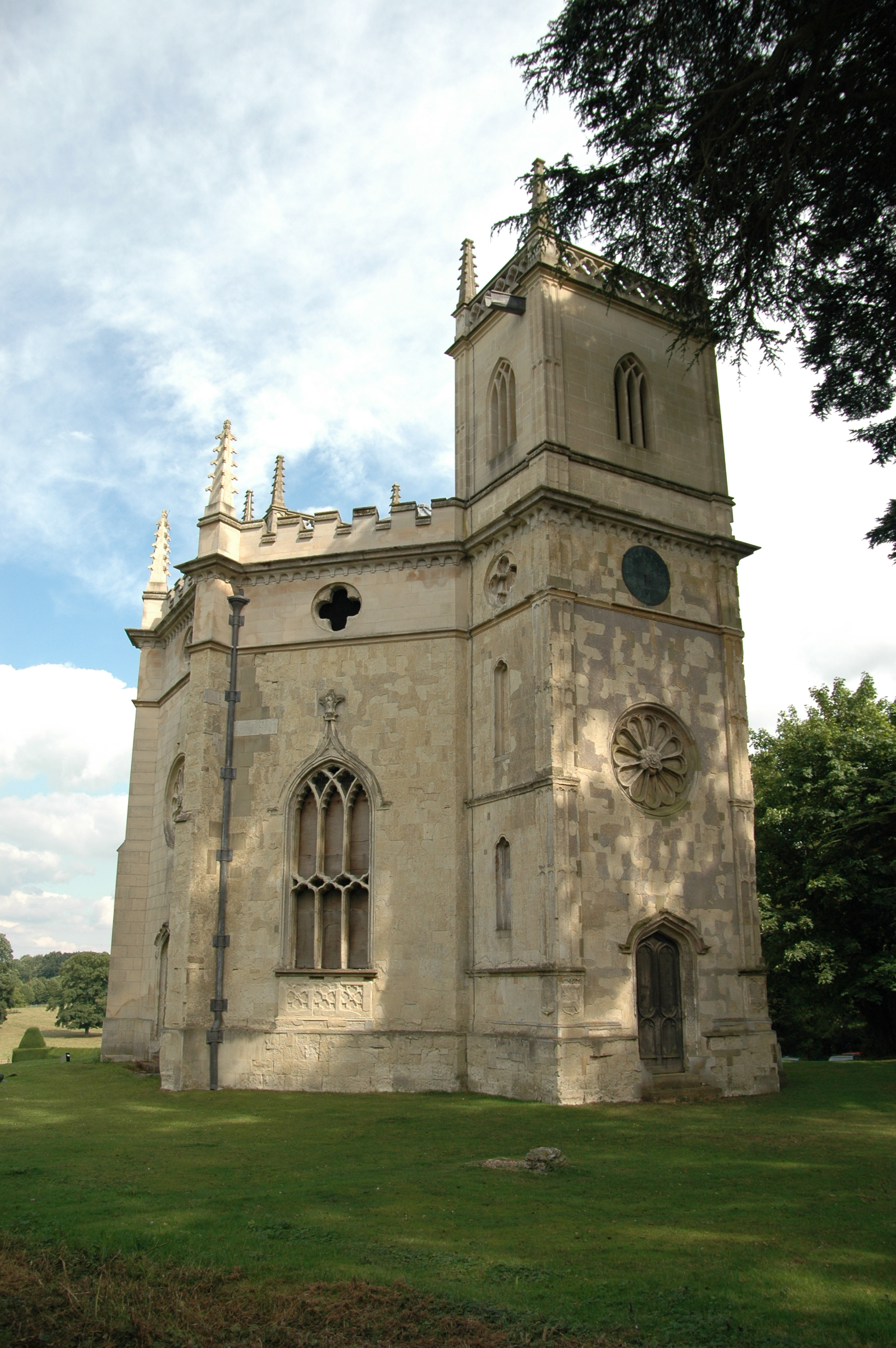
L’église de Hartwell.

L’église en ruine de Hartwell du XVIIIe siècle a été de nouveau conçue par l’architecte Henry Keen, qui l’a complétée en 1756. Il s’agit d’une des plus importantes églises néogothiques anglaises (classé « Grade II » dans les listed buildings).
Son centre |octogonal est singulier par ses deux tours jumelles. Les baies nord et sud sont des rosaces, les autres vitraux sont représentés par des arcs en accolade. Dans le claire-voie, ce sont des vitraux en arcs quadrilobés.
À l’intérieur, l’église offre une voûte en éventail en plâtre, mais la voûte s’est maintenant écroulée, emportant les fenêtres de l’église avec. Aujourd’hui l’édifice apparaît plus comme le jardin d’une folie plutôt qu’un ancien lieu de culte.
Attachée au domaine, elle fait partie du hameau de Lower Hartwell.

### Hartwell House
Hartwell House, dans le village, classée « Grade I » dans les listed buildings britanniques, est un parc de 7,3 km2 qui fait partie du Hartwell Estate acheté par Ernest Cook Trust.
Le château était aussi la résidence du roi de France Louis XVIII.
Depuis 2008, il est loué à la National Trust et utilisé comme hôtel par une entreprise indépendante, Historic House Hotels.